# Кройцау
Кройцау (нім. Kreuzau) — сільська громада в Німеччині, знаходиться в землі Північний Рейн-Вестфалія. Підпорядковується адміністративному округу Кельн. Входить до складу району Дюрен.
Площа — 41,77 км2. Населення становить 17 422 ос. (станом на 31 грудня 2020).